# 상상마당 MTV 스카우트
《상상마당 MTV 스카우트》는 2005년 Mnet에서 방송된 오디션 프로그램이다. 매월 예심을 통해 30명을 뽑고 오는 5월과 9월에 있을 분기결선에 각각 5명을 뽑아 이들을 대상으로 준결선을 치른다. 최종 결선 진출자 6명에게는 노래지도, 무대매너 등 가수가 되기 위한 전문교육을 시킨다. 6명 중 가장 뛰어난 1명에게는 대상과 400만원의 상금, 기념앨범이 주어진다.